# مايكل سالفاتوري

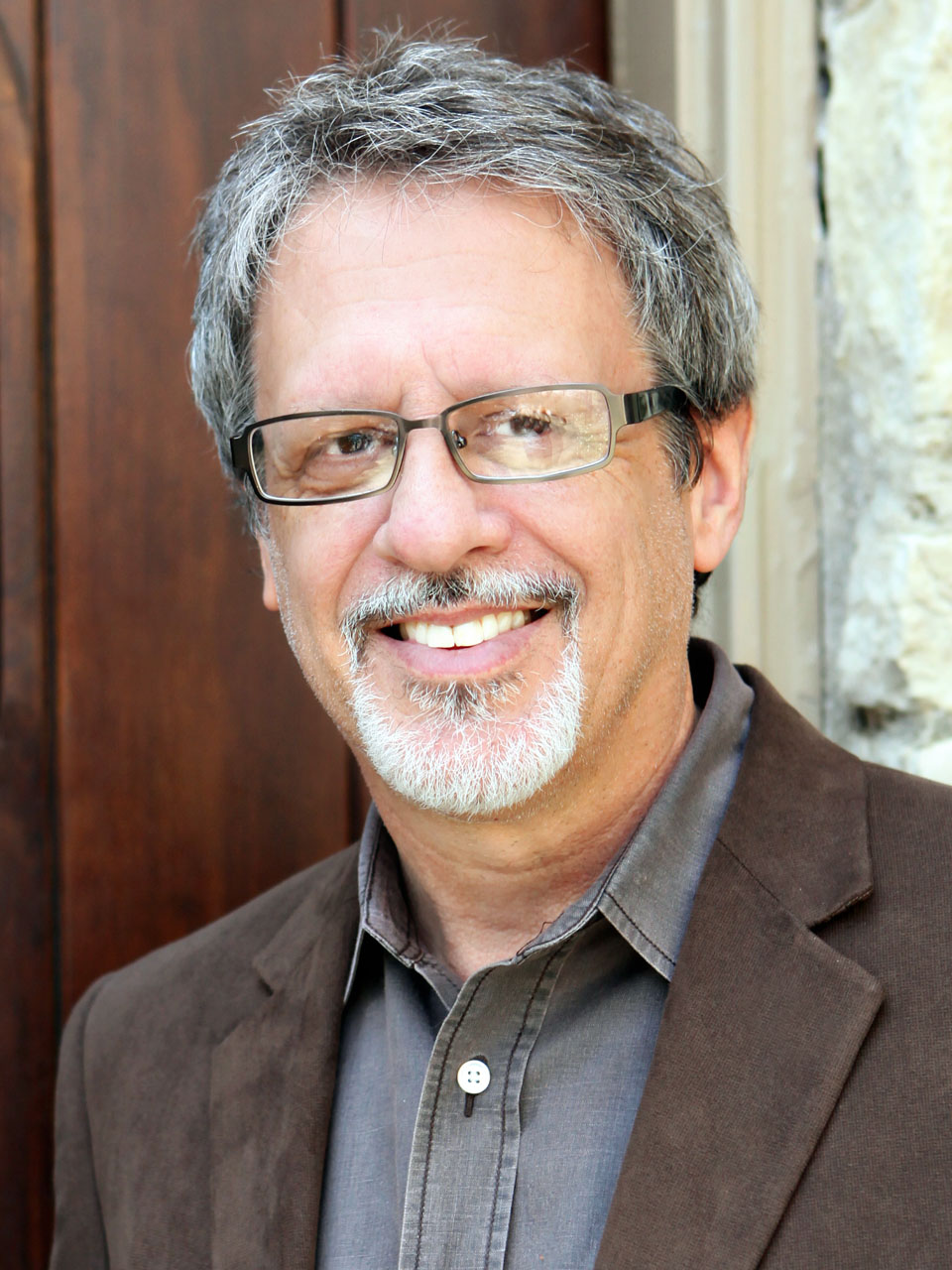
مايكل سالفاتوري

مايكل سالفاتوري (بالإنجليزية: Michael Salvatori)‏ (مواليد 1954) هو مؤلف أمريكي اشتهر بتعاونه مع زميله مارتن أودونيل في الموسيقى التصويرية لسلسلة ألعاب الفيديو هيلو ولعبة أوني. تعرّف سالفاتوري على أودونيل في الكلية وشكلا فريق عمل أنشأوا خلاله شركة توتال أوديو. استمر سالفاتوري في إدارة توتال أوديو وعمل على تقديم موسيقاه الخاصة لعملائه من شركة والت ديزني ووايد غيمز. كما شارك في تأليف الموسيقى التصويرية للعبة الفيديو ديستني لعام 2014 وتوسعاتها في The Taken King و Rise of Iron. كما ألف الموسيقى لـ ديستني2 بالإضافة لتوسعة الموسيقية في Forsaken وShadowkeep وBeyond Light.

## السيرة المهنية

### الأعمال المبكرة
كتب سالفاتوري الموسيقى لفرقة الروك الخاصة به عندما كان في الكلية، وأصبح صديقًا لمارتن أودونيل. انتقل أودونيل في النهاية إلى شيكاغو بعد الانتهاء من دراسته، واتصال بسالفاتوري لتقديم عرض عمل في تسجيل فيلمه. نظرًا لأن سالفاتوري كان لديه استوديو تسجيل خاص به، عرض أودونيل تقسيم العمل معه؛ وأصبح الاثنان شريكين.
بعد فترة وجيزة من إنتاج الموسيقى لـ Myth II، تعاقدت بانجي مع أودونيل في العديد من المشاريع بما في ذلك لعبة القتال بالمنظور الثالث أوني (2001) . أرادت بانجي إعادة التفاوض بشأن عقود لعبة أوني في عام 1999، مما أدى إلى انضمام أودونيل إلى فريق بانجي قبل عشرة أيام من شراءها من مايكروسوفت. بقي سالفاتوري في الخلف لإدارة الجانب التجاري لـ توتال أوديو، في مواصلة عمله.

### بانجي

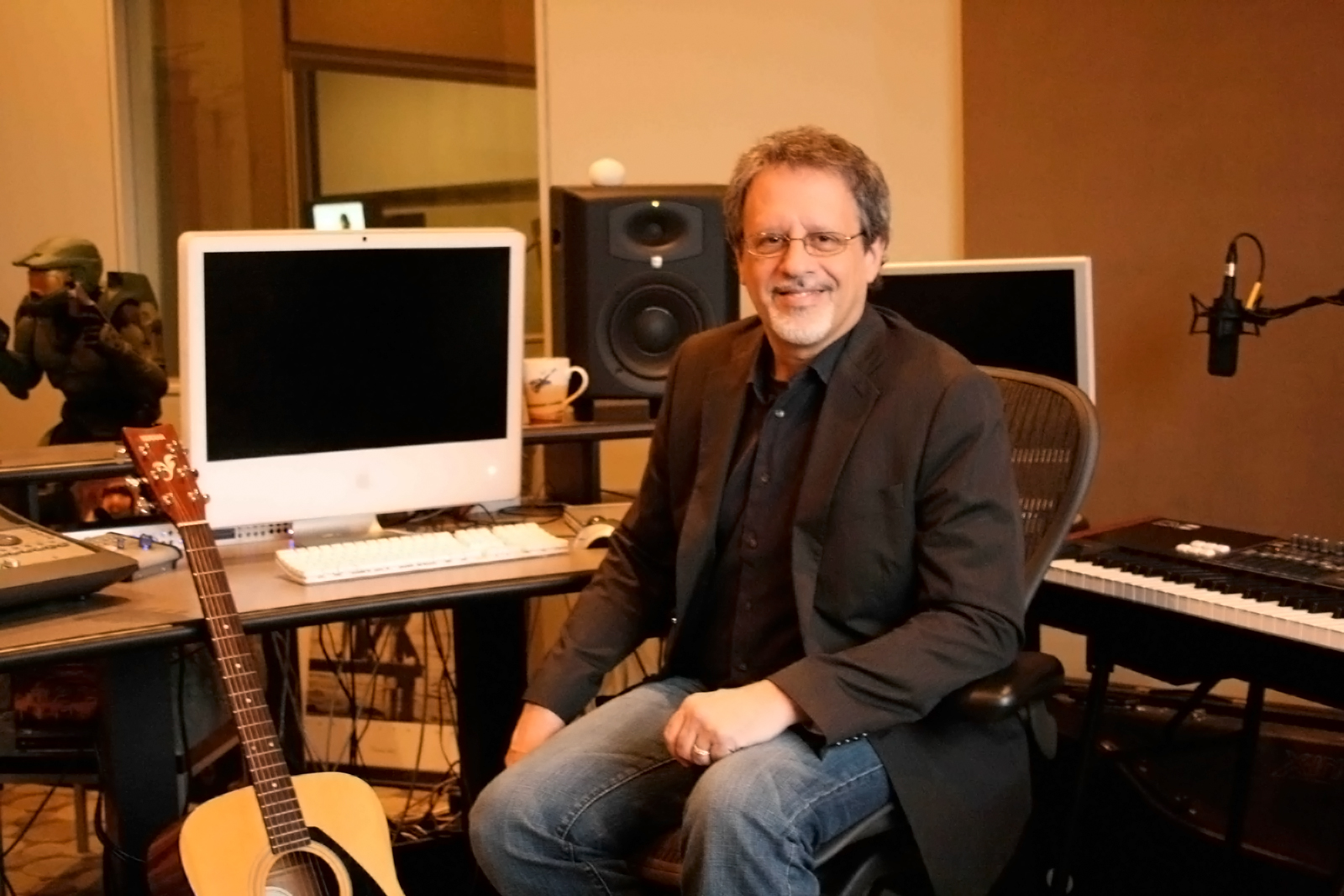
سالفاتوري في الاستوديو الخاص به

تعاقدت بانجي مع شركة أودونيل وسالفاتوري (توتال أوديو) لإنتاج الموسيقى للعبة هيلو: كومبات إفولفد. أثناء الإنتاج، قررت بانجي أنه بدلاً من التعاقد في العمل مع أودونيل، فإنهم سيوظفونه. بقي سالفاتوري في توتال أوديو لإدارة الجانب التجاري للشركة، وبعد فترة وجيزة من انضمام أودونيل إلى الفريق، اشترت شركة مايكروسوفت بانجي. شارك سالفاتوري في تأليف الموسيقى لسلسلة هيلو (هيلو 2 و هيلو 3) كما استدعاه أودونيل في واحدة من المؤثرات الموسيقية.
من أجل موسيقى هيلو 3: أو دي إس تي، بدأ أودونيل العمل على صياغة موضوعات اللعبة قبل انضمام سالفاتوري إلى الفريق في فبراير 2009. قال سالفاتوري: "مارتي أودونيل بدأ الكتابة قبلي، وأرسل لي بعض أفكاره، "اخترت القليل من الأشياء التي شعرت أن بإمكاني إضافة بعض السحر إليها، وعملت عليها. كما أنني توصلت إلى العديد من الأفكار التي أرسلتها إلى مارتي ووضع يديه عليها". بمجرد أن شعر الثنائي أن لديهم ما يكفي من المواد، سافر سالفاتوري بمقره من شيكاغو إلى بانجي في سياتل لإكمال الترتيبات وتسجيل الموسيقى الحية.
في وقتاً مبكر، قرر الفريق أنه بدلاً من الاعتماد على سمات هيلو القديمة، فإن دي إس تي ستعرض موسيقى جديدة تمامًا. يتذكر سالفاتوري: "لقد كان الأمر مُخيفًا بعض الشيء في البداية،" لأنه في ألعاب هيلو السابقة إذا لم تكن هناك أفكار جديدة، يمكنني دائمًا التخلص من فكرة قديمة وإضفاء طابع جديد عليها. كنت أخشى أن نصطدم بحاجزاً على طول الطريق، لكن هذا لم يحدث على الإطلاق. بدلاً من ذلك، كان لدينا حرية استكشاف بعض المناطق الموسيقية الجديدة، وتدفق الأفكار بسرعة كبيرة." باستثناء شخصية اللاعب الرئيسي، لم يؤلف أودونيل وسالفاتوري موضوعات لتمثيل الشخصيات. بينما كان موقع اللعبة في إفريقيا مصدر إلهام لبعض القطع الإيقاعية، كان الفريق مهتمًا بجو متناثر، والذي وصفه سالفاتوري بأنه "أكثر قتامة قليلاً وأقل ملحمية".
شارك سالفاتوري في تأليف الموسيقى التصويرية للعبة فيديو ديستني 2014، التي فازت بالنتائج الدرامية الأصلية لعام 2014، أي بي جديد من قبل الأكاديمية الوطنية لمراجعي تجارة ألعاب الفيديو (NAVGTR).
في الآونة الأخيرة، ساعد في كتابة الموسيقى التصويرية لـ ديستني 2، والتي تم إصدارها في خريف 2017.

### تشكيلات وأعمال أخرى
تم تجميع موسيقى أودونيل ووسالفاتوري وإصدارها في أشكال مادية ورقمية. تتميز المقاطع الصوتية بترتيبات «مجمدة» تتمثل تقريبًا من خلال تشغيلها في الألعاب. باعت موسيقى هيلو المقطع الصوتي الاصلي أكثر من 40.000 نسخة، وتبعها إصداران مختلفان من الموسيقى إلى هيلو 2. أنتج نايل رودجرز مجلدين من هيلو 2 المقطع الصوتي الاصلي، مع إصدار الألبوم الأول متزامنًا مع لعبة الفيديو. في عام 2004 وأصبحت الموسيقى التصويرية الأكثر مبيعًا للعبة على الإطلاق. وتم إصدار الألبوم الثاني بعد أكثر من عام من اختلاط الموسيقى التصويرية وإتقانها. تم إصدار الموسيقى التصويرية لـ هيلو 3 في نوفمبر 2007، وتضمنت مساهمة من المعجبين وكانت الفائزة من مجموعة من الإدخالات التي تم الحكم عليها من قبل أودونيل ورودجرز وغيرهم. تمت إعادة تجميع جميع أعمال سالفاتوري المعاصرة في السلسلة باسم ثلاثية هيلو - الموسيقى التصويرية الأصلية الكاملة في ديسمبر 2008، جنبًا إلى جنب مع مسارات المُعاينة التي كتبها مؤلف حروب هيلو ستيفن ريبي. تم إصدار الموسيقى الخاصة بـ ODST في مجموعة من قرصين في 2 سبتمبر 2009.
يواصل سالفاتوري هندسة وإنتاج وتأليف موسيقاه الخاصة. بصرف النظر عن هيلو وديستني، فقد عمل كمؤدي الصوت والملحن للعبة ستابس ذا زومبي. كما أنشأ الموسيقى للعبة Guilty Party.
ظهر سالفاتوري كضيف في Nostalgia Critic حلقة «كوكب الإعلانات التجارية» لأغنية فيتامين فلينستون.

## روابط خارجية
- مايكل سالفاتوري على موقع IMDb (الإنجليزية)
- مايكل سالفاتوري على موقع ميوزك برينز (الإنجليزية)
- مايكل سالفاتوري على موقع ديسكوغز (الإنجليزية)

- موقع مايكل سالفاتوري
- مايكل سالفاتوري في قاعدة بيانات الأفلام على الإنترنت
- ملف تعريف الملحن في OverClocked ReMix